# 김동욱 (1909년)
김동욱(金東旭, 1909년~1989년 3월 25일)은 대한민국의 교육인이다. 제9대 국회의원을 지냈다. 종교는 불교이다. 

## 학력
- 건국대학교 정치외교학과 졸업
- 연세대학교 교육대학원 수료

## 약력
- 국민학교 교장
- 서울특별시교육위원회 장학관 (과장)
- 서울시국민학교교장회 회장
- 중앙교육심의회 위원
- 도덕재무장(MRA) 세계대회 대한민국 대표
- 1973년 ~ 1976년 : 제9대 국회의원 (유신정우회)

## 역대 선거 결과
| 실시년도 | 선거 | 대수 | 직책     | 선거구           | 정당       | 득표수 | 득표율      | 순위 | 당락 | 비고 |
| -------- | ---- | ---- | -------- | ---------------- | ---------- | ------ | ----------- | ---- | ---- | ---- |
| 1973년   | 총선 | 9대  | 국회의원 | 통일주체국민회의 | 유신정우회 |        | \| \| 0% \| | 지명 |      | 초선 |
|          | 0%   |      |          |                  |            |        |             |      |      |      |